# Léon Dufour (pédiatre)
Pour les articles homonymes, voir Léon Dufour.
Léon-Adolphe Dufour, né le 17 octobre 1856 à Saint-Lô et mort le 23 mai 1928 à Fécamp, est un médecin pédiatre français. Précurseur dans le domaine de la nutrition infantile, il est aussi le fondateur de « La Goutte de lait » en 1894.

## Biographie

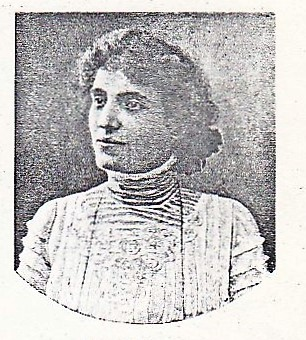
Clotilde-Camille Deflandre.

Le Dr Léon Adolphe Dufour, ancien interne des hôpitaux de Nancy, lauréat de la faculté de médecine de Nancy, est le fondateur de la Goutte de lait, une organisation qui a conçu des méthodes plus sûres pour l'alimentation du nourrissons et pour réduire ainsi la mortalité infantile,. Son organisation fut très active pour promouvoir la stérilisation du lait destiné aux nourrissons.
De plus, il a créé un musée de l'enfance à Fécamp en Normandie, collection léguée à la ville en 1926 et désormais exposée au Musée des Pêcheries. 
Dufour a été un pionnier de la nutrition des nourrissons principalement à Fécamp où il prodiguait soins et conseils auprès des mères. L'organisation de la Goutte de lait distribuait des biberons. La lutte contre la mortalité infantile, très importante à l'époque, passait par un biberon sain et stérilisé, contrairement aux biberons à long tuyau où le lait stagnait et les microbes se développaient. 
Il épouse Clotilde-Camille Deflandre le 8 novembre 1921, dans le 18e arrondissement de Paris.

## La collection de biberons du Dr Dufour
Entre 1894 et 1926, le docteur Léon Dufour a rassemblé une importante collection de plus de 300 biberons. De la plus haute antiquité à l’époque contemporaine, de la civilisation inca à la société rurale normande, ces biberons offrent un panorama de toutes les solutions trouvées dans différentes périodes et différentes cultures. Cette collection de biberons se compose de biberons-tasses datant de la haute antiquité, ceux-ci étaient faciles à laver et sont les plus hygiéniques. D'autres types de biberons avec succion se trouvent dans la collection. Parmi eux, d'anciens biberons avec des embouts enroulés d'un morceau de drap que l'enfant suçait ou des biberons plus récent à tétine.
La collection comporte aussi des exemplaires du « biberon à long tuyau ». Ce type de biberon était très populaire car il permettait à l’enfant de boire seul. Mais le Dr Dufour luttait vivement contre son utilisation qui causait une forte mortalité chez les jeunes enfants. En effet, des bactéries mortelles se développaient rapidement dans le tube en caoutchouc flexible impossible à nettoyer.
La création de cette collection de biberons par le Dr Dufour avait surtout une vocation pédagogique, destinée à montrer aux mamans les biberons à ne pas utiliser. Ce fut aussi pour Dufour une collection d’étude, qui a participé à sa réflexion sur l’alimentation des nourrissons.
Il faudra attendre 1997 avec l’exposition « Les biberons du docteur Dufour » pour redécouvrir l’importance des collections liées à l’enfance. Depuis décembre 2017, une partie de ces biberons sont présentés dans la section Musée de l'enfance au Musée des Pêcheries à Fécamp.

## Distinctions
Officier de la Légion d'honneur (1923), chevalier le 9 août 1913.